# Symplocos roraimensis
Symplocos roraimensis är en tvåhjärtbladig växtart som beskrevs av Julian Alfred Steyermark. Symplocos roraimensis ingår i släktet Symplocos och familjen Symplocaceae. Inga underarter finns listade i Catalogue of Life.